# Хвадукаси
Хвадука́си (рос. Хвадукасы, чув. Хватукасси) — присілок у Чувашії Російської Федерації, у складі Пандіковського сільського поселення Красночетайського району.
Населення — 214 осіб (2010; 323 в 2002, 684 в 1979, 966 в 1939, 7862 в 1926, 479 в 1897, 373 в 1869).
Національний склад (2002):
- чуваші — 99 %

## Історія
Історична назва — Ларкіно. До 1835 року селяни мали статус державних, до 1863 року — удільних, займались землеробством, тваринництвом, бджільництвом, рибальством, виробництвом цегли та дощок. 1929 року створено колгосп «Авангард». До 1920 року присілок входив до складу Курмиської та Пандіковської волостей Курмиського повіту (у період 1835–1863 років — у складі Курмиського удільного приказу), до 1927 року — Пандіковської та Красночетаївської волостей Ядринського повітів. З переходом на райони 1927 року — спочатку у складі Красночетайського, у період 1962–1965 років — у складі Шумерлинського, після чого знову переданий до складу Красночетайського району.

## Господарство
У селі діють, клуб, фельдшерсько-акушерський пункт та 2 магазини.